# De clown (lied)
De clown is een lied van de Nederlandse volkszanger Ben Cramer uit 1971.
Na het succes van Cramers single Zai zai zai komt Cramer via het optreden-circuit in aanraking met Pierre Kartner. Kartner schrijft een Nederlandstalige tekst voor het nummer Allez Viens on Danse van de Franse chansonnier Pascal Danel en past de begeleiding bij het nummer enigszins aan. Het nummer wordt uitgebracht op het Nederlandstalige label Elf Provinciën. Hoewel het nummer in de Nederlandse Top 40 niet verder kwam dan de 15e plek, is het een van zijn bekendste nummers en standaard de afsluiter van zijn optredens. Cramer noemt het zelf zijn lijflied.

## NPO Radio 2 Top 2000
| Nummer met noteringen in de NPO Radio 2 Top 2000 | '06  | '07  | '08  | '09  |
| ------------------------------------------------ | ---- | ---- | ---- | ---- |
| De clown                                         | 1486 | 1018 | 1846 | 1815 |

1. ↑  Een vetgedrukt getal geeft de hoogste notering aan.
2. ↑  2006 was het eerste jaar met een notering voor dit nummer.
3. ↑  Deze tabel is bijgewerkt tot en met de laatste editie (2024).